# Eugen Holdinghausen

Eugen Holdinghausen

Eugen Holdinghausen (* 6. Mai 1890 in Niederschelderhütte; † 10. Juli 1937 in Riesa) war ein deutscher Politiker (NSDAP).

## Leben und Wirken
Holdinghausen besuchte von 1896 bis 1904 die Volksschule in Niederschelderhütte. 1904 begann er eine Maurerlehre, 1905 wechselte er sein Fach und begann eine Tischlerlehre, die er 1908 abschloss. Bis 1910 arbeitete er dann als Tischler. Anschließend gehörte er der Kaiserlichen Marine an. Als Angehöriger des Ostasiatischen Marinedetachements war er in Tsingtau, Tientsin und Peking stationiert.
Von 1914 bis 1930 war Holdinghausen in der Eisenindustrie als Schmelzer, Meister und Obermeister tätig. 1918 heiratete er. Zum 2. November 1925 trat Holdinghausen in die NSDAP ein (Mitgliedsnummer 21.609). In den folgenden Jahren begann er sich in immer stärker werdendem Maße öffentlich für die nationalsozialistische Partei einzusetzen. 1929 wurde er Gemeindeverordneter in Gröditz.
Bei der Reichstagswahl vom September 1930 wurde Holdinghausen als Kandidat seiner Partei für den Wahlkreis 29 (Leipzig) in den Reichstag gewählt. Bei der Wahl vom Juli 1932 wurde Holdinghausen wiedergewählt, diesmal allerdings als Kandidat für den Wahlkreis 28 (Dresden-Bautzen). Diesen vertrat er anschließend – bei den Wahlen vom November 1932 und vom März 1933 bestätigt – bis zu seinem Tod 1937. Seit 1932 war Holdinghausen zudem Mitglied des Bezirkstages und des Finanzausschusses sowie des Bezirksausschusses der Amtshauptmannschaft Großenhain.
Im März stimmte Holdinghausen für das Ermächtigungsgesetz, das de facto die Selbstentmachtung des Reichstages bedeutete, indem es die legislative Gewalt an die Regierung übertrug und so Legislative und Exekutive in ihren Händen vereinte.
Am 4. April 1933 wurde Holdinghausen zum Kommissarischen Oberbürgermeister von Riesa ernannt. Dieses Amt übte er bis zum 18. August 1933 aus. Seit 1935 gehörte er dem Aufsichtsrat der Elektrizitätswerke Riesa an. Von 1932 bis zu seinem Tod war Holdinghausen NSDAP-Kreisleiter für Großenhain.
Er wurde im Beisein des Gauleiters Martin Mutschmann beigesetzt, der in seiner Grabrede einen Abschiedsgruß von Adolf Hitler überbrachte.